# Eunice petersi
Eunice petersi är en ringmaskart som beskrevs av Fauchald 1992. Eunice petersi ingår i släktet Eunice och familjen Eunicidae. Inga underarter finns listade i Catalogue of Life.